# (4429) Chinmoy
(4429) Chinmoy est un astéroïde de la ceinture principale.

## Description
(4429) Chinmoy est un astéroïde de la ceinture principale. Il fut découvert le 12 septembre 1978 à Naoutchnyï par Nikolaï Tchernykh. Il présente une orbite caractérisée par un demi-grand axe de 2,38 UA, une excentricité de 0,21 et une inclinaison de 1,5° par rapport à l'écliptique.

## Compléments